# Supergrup dels amfíbols
El supergrup dels amfíbols és un extens i complex grup de minerals inosilicats. Els exemplars que hi formen part estan compostos d'una doble cadena de tetraedres de SiO₄ que normalment contenen ions de ferro i/o magnesi a la seva estructura cristal·lina.
Els amfíbols cristal·litzen en dos sistemes: monoclínic i ortoròmbic. En la seva composició química són similars als piroxens, amb la diferència que els amfíbols tenen hidroxil (OH) o halògens (F, Cl) i que tenen estructura en doble cadena (no pas simple com els piroxens). Els amfíbols són els components principals de les amfibolites.

## Història i etimologia
El terme amfíbol deriva del grec: αμφιβολος - amphibolos (que significa ambigu) i va ser usat per René Just Haüy per incloure la tremolita, actinolita, turmalina i hornblenda. Amb el nom d'amfíbol, Haüy feia al·lusió a la varietat de composició i aparença d'aquests minerals. Actualment amfíbol s'aplica a tot el grup.

## Sistemàtica i classificació
La classificació dels amfíbols, atesa la complexitat de llur estructura és una operació difícil. La tasca la porta a terme una subcomissió específica de l'AMI. El més recent (que data de 2012) identifica els amfíbols amb un supergrup dividit en dos grups que al seu torn es divideixen en diversos subgrups. La fórmula química general del supergrup dels amfíbols és: AB2C5T8O22W2 on:
- A = Ø, {\displaystyle {\ce {Na+}}}, {\displaystyle {\ce {K+}}}, {\displaystyle {\ce {Ca^2+}}}, {\displaystyle {\ce {Pb^2+}}}, {\displaystyle {\ce {Li+}}}
- B = {\displaystyle {\ce {Na+}}}, {\displaystyle {\ce {Ca^2+}}}, {\displaystyle {\ce {Mn^2+}}}, {\displaystyle {\ce {Fe^2+}}}, {\displaystyle {\ce {Mg^2+}}}, {\displaystyle {\ce {Li+}}}
- C = {\displaystyle {\ce {Mg^2+}}}, {\displaystyle {\ce {Fe^2+}}}, {\displaystyle {\ce {Mn^2+}}}, {\displaystyle {\ce {Al^3+}}}, {\displaystyle {\ce {Fe^3+}}}, {\displaystyle {\ce {Mn^3+}}}, {\displaystyle {\ce {Ti^4+}}}, {\displaystyle {\ce {Li+}}}
- T = {\displaystyle {\ce {Si^4+}}}, {\displaystyle {\ce {Al^3+}}}, {\displaystyle {\ce {Ti^4+}}}, {\displaystyle {\ce {Be^2+}}}
- W = {\displaystyle {\ce {OH-}}}, {\displaystyle {\ce {F-}}}, {\displaystyle {\ce {Cl-}}}, {\displaystyle {\ce {O^2-}}}.

El supergrup dels amfíbols es troba dividit en dos grans grups: el grup dels amfíbols amb (O) dominant i el grup dels amfíbols amb (OH, F, Cl) dominant. Cadascun d'aquests dos grups també està subdividit en altres més petits. Des del mes d'agost de 2024 també hi ha una espècie dins aquest supergrup que no es troba englobada en cap dels grups, l'escandiofluoroeckermannita.
Segons la classificació de Nickel-Strunz, els minerals d'aquest grup pertanyen a "09.DE - Inosilicats amb 2 cadenes dobles periòdiques, Si₄O₁₁; clinoamfíbols».

### Grup dels amfíbols amb (O) dominant
El grup dels amfíbols amb (O) dominant conté els minerals amfíbols amb WO2- > W((OH)+F+Cl)2-. Aquest grup va ser aprovat i publicat per l'IMA l'any 2012. Està format per dos grups, el grup del nom arrel kaersutita i el grup del nom arrel obertiïta, a més d'altres sis espècies que no pertanyen a cap d'aquests dos grups.

#### Grup del nom arrel kaersutita
El grup del nom arrel kaersutita està format per tres espècies de minerals: la ferrikaersutita, la ferrokaersutita i la kaersutita. Els minerals d'aquest grup són amfibols amb WO2- dominant amb calci dominant. La ferrokaersutita és una espècie que no està aprovada encara per l'IMA.
| Espècie         | Fórmula                        |
| --------------- | ------------------------------ |
| Ferrikaersutita | NaCa₂(Mg₃Fe3+Ti)(Si₆Al₂O22)O₂  |
| Ferrokaersutita | NaCa₂(Fe2+ 3AlTi)(Si₆Al₂O22)O₂ |
| Kaersutita      | NaCa₂(Mg₃AlTi4+)(Si₆Al₂)O22O₂  |

Els minerals d'aquest grup, tot i no ser gaire habituals, es troben distribuits per tot el planeta i s'han arribat a trobar fins i tot a l'Antàrtida. També se n'han recuperat exemplars a la Lluna. Als territoris de parla catalana se n'ha trobat kaersutita a dos indrets: al Coll des Colomines, a la localitat de Sant Llorenç de Cerdans (Ceret, Pirineus Orientals), i a l'Illa Grossa dels illots Columbrets, al terme municipal de Castelló de la Plana (Plana Alta).

#### Grup del nom arrel obertiïta
El grup del nom arrel obertiïta està format per tres espècies de minerals: la ferriobertiïta, la ferroferriobertiïta i la manganiobertiïta. Els minerals d'aquest grup són amfibols amb WO2- dominant amb sodi dominant.
| Espècie             | Fórmula                     |
| ------------------- | --------------------------- |
| Ferriobertiïta      | NaNa₂(Mg₃Fe3+Ti)Si₈O22O₂    |
| Ferroferriobertiïta | NaNa₂(Fe2+ 3Fe3+Ti)Si₈O22O₂ |
| Manganiobertiïta    | NaNa₂(Mg₃Mn3+Ti4+)Si₈O22O₂  |

Els minerals d'aquest grup són molt rars i només se n'han trobat a Alemanya, Rússia i els Estats Units.

#### Altres minerals
Hi ha altres sis espècies que no es troben englobades en cap dels altres dos grups i que són també amfíbols amb (O) dominant: la manganidellaventuraïta, la manganomanganiungarettiïta, l'oxomagnesiohastingsita, l'oxopargasita, la potassicjeanlouisita i la potassicmanganomanganiungarettiïta.
| Espècie                            | Fórmula                                |
| ---------------------------------- | -------------------------------------- |
| Manganidellaventuraïta             | NaNa₂(MgMn3+ 2Ti4+Li)Si₈O22O₂          |
| Manganomanganiungarettiïta         | NaNa₂(MnMn2+ 2Mn3+ 3)Si₈O22O₂          |
| Oxomagnesiohastingsita             | NaCa₂(Mg₃(Fe3+ 2-x,Tix))₅(Si₆Al₂O22)O₂ |
| Oxopargasita                       | NaCa₂(Mg₃(Al₂,Tix))₅(Si₆Al₂O22)O₂      |
| Potassicjeanlouisita               | K(NaCa)(Mg₄Ti)Si₈O22O₂                 |
| Potassicmanganomanganiungarettiïta | KNa₂(Mn3+ 2Mn3+ 3)Si₈O22O₂             |

### Grup dels amfíbols amb (OH, F, Cl) dominant
Els membres d'aquest grup segueixen la fórmula A0-1X₂Z₅T₈O22(OH,F,Cl)₂. Aquest grup conté sis subgrups, que es distingeixen en funció del seu element dominant en la posició X (posició B segons l'IMA). Aquests subgrups es tornen a dividir en «grups de nom arrel» en funció de la distribució de les valències a les posicions A i Z (posició C a l'IMA).

#### Subgrup d'amfíbols de calci
Amb fórmula AnCa₂(Z2+
5-mZ3+
m)(Si8-(n+m)Al(n+m))(OH,F,Cl)₂, el subgrup d'amfíbols de calci és un dels subgrups que pertanyen al grup d'amfíbols amb (OH, F, Cl) dominant. Es defineix per tenir Ca>1,5 apfu (àtoms per fórmula unitària) en posició X (posició B per l'IMA). Aquest subgrup està dividit en set grups:
- Grup del nom arrel cannilloïta
- Grup del nom arrel edenita
- Grup del nom arrel hastingsita
- Grup del nom arrel hornblenda
- Grup del nom arrel pargasita
- Grup del nom arrel sadanagaïta
- Grup del nom arrel tschermakita

##### Grup del nom arrel cannilloïta
El grup del nom arrel cannilloïta està format per minerals Sistema monoclínics del subgrup d'amfíbols de calci amb A(Ca)≥0,5 apfu i C0,5≤(Al+Fe3++2Ti) ≤1,5. Els minerals canilloítics es defineixen pel seu element divalent i trivalent dominant en posició C i l'element dominant en posició W. Està format per quatre espècies: la cannilloïta, la ferrocannilloïta, la ferroferricannilloïta i la fluorocannilloïta, sent aquesta darrera espècie l'única que s'ha trobat a la natura.
| Espècie               | Fórmula                         |
| --------------------- | ------------------------------- |
| Cannilloïta           | CaCa₂(Mg₄Al)(Si₅Al₃O22)OH₂      |
| Ferrocannilloïta      | CaCa₂(Fe2+ 4Al)(Si₅Al₃O22)OH₂   |
| Ferroferricannilloïta | CaCa₂(Fe2+ 4Fe3+)(Si₅Al₃O22)OH₂ |
| Fluorocannilloïta     | CaCa₂(Mg₄Al)(Si₅Al₃)O22F₂       |

##### Grup del nom arrel edenita
Els minerals d'aquest grup tenen una ocupació en la posició A igual o superior a 0,5 apfu (ANa + K + 2Ca)≥0,5 apfu) i C(Al+Fe3++2Ti) ≤0,5 apfu. Els minerals edenítics es defineixen pel seu element dominant a la posició A, posició C i posició W. Existeixi una sèrie de solució sòlida entre tots els membres d'aquesta sèrie. El grup està format per cinc espècies: edenita, ferroedenita, ferrofluoroedenita, fluoroedenita i potassicferrocloroedenita.
| Espècie                   | Fórmula                   |
| ------------------------- | ------------------------- |
| Edenita                   | NaCa₂Mg₅(Si₇Al)O22OH₂     |
| Ferroedenita              | NaCa₂Fe2+ 5(Si₇Al)O22OH₂  |
| Ferrofluoroedenita        | NaCa₂Fe2+ 5(AlSi₇O22)F₂   |
| Fluoroedenita             | NaCa₂Mg₅(Si₇Al)O22F₂      |
| Potassicferrocloroedenita | KCa₂Fe2+ 5(AlSi₇AlO22)Cl₂ |

Els membres d'aquest grup, tot i no ser gaire habituals, han estat descrits a tots els continents del planeta inclosa l'Antàrtida. Als territoris de parla catalana se n'ha trobat únicament ferroedenita a l'Illa Grossa dels illots Columbrets, al terme municipal de Castelló de la Plana (Plana Alta).

##### Grup del nom arrel hastingsita
Els minerals d'aquest grup es defineixen amb 0,5 A(Na + K + 2Ca) <1,5 on Na o K és dominant i amb la posició Z (posició C per l'IMA) ocupada per Mg o Fe2+ com a ions divalents dominants i 0,5 Z(Al + Fe3+ + Cr + 2Ti) <1,5 on Fe3+ és dominant. W pot contenir (OH), F o Cl. El grup està format per vuit espècies: fluorohastingsita, hastingsita, magnesiofluorohastingsita, magnesiohastingsita, potassicclorohastingsita, potassicfluorohastingsita, potassichastingsita i potassicmagnesiohastingsita.
| Espècie                     | Fórmula                          |
| --------------------------- | -------------------------------- |
| Fluorohastingsita           | NaCa₂(Fe2+ 4Fe3+)(Al₂Si₆O22)F₂   |
| Hastingsita                 | NaCa₂(Fe2+ 4Fe3+)(Si₆Al₂)O22OH₂  |
| Magnesiofluorohastingsita   | NaCa₂(Mg₄Fe3+)(Si₆Al₂)O22F₂      |
| Magnesiohastingsita         | NaCa₂(Mg₄Fe3+)(Si₆Al₂)O22(OH)₂   |
| Potassicclorohastingsita    | KCa₂(Fe2+ 4Fe3+)(Si₆Al₂)O22Cl₂   |
| potassicfluorohastingsita   | KCa₂(Fe2+ 4Fe3+)(Si₆Al₂)O22F₂    |
| Potassichastingsita         | KCa₂(Fe2+ 4Fe3+)(Al₂Si₆O22)(OH)₂ |
| Potassicmagnesiohastingsita | KCa₂(Mg₄Fe3+)(Si₆Al₂)O22(OH)₂    |

Els minerals d'aquest grup es troben distribuits també per tot el planeta. Als territoris de parla catalana l'únic component d'aquest grup que ha estat descrit és la hastingsita, que ha estat trobada a Felluns (Prada, Pirineu Oriental); al massís del Canigó, a la localitat de Vernet; a la glacera del Canigó, a Taurinyà (Pirineu Oriental); i a l'Illa Grossa dels Columbrets, al terme municipal de Castelló de la Plana (Plana Alta).

##### Grup del nom arrel hornblenda
Els minerals del grup del nom arrel hornblenda són amfíbols de calci amb A(Na+K+2Ca)≤0,5apfu i 0,5≤Z(Al+Fe3++2Ti)≤1,5 apfu. Els membres individuals del grup es defineixen pels seus elements dominants en les posicions Z i W. El grup el formen vuit espècies: ferroferrifluorohornblenda, ferroferrihornblenda, ferrofluorohornblenda, ferrohornblenda, magnesioferrifluorohornblenda, magnesioferrihornblenda, magnesiofluorohornblenda i magnesiohornblenda.
| Espècie                       | Fórmula                         |
| ----------------------------- | ------------------------------- |
| Ferroferrifluorohornblenda    | ◻Ca₂(Fe2+ 4Fe3+)(AlSi₇O22)F₂    |
| Ferroferrihornblenda          | ◻Ca₂(Fe2+ 4Fe3+)(AlSi₇O22)(OH)₂ |
| Ferroferrihornblenda          | ◻Ca₂(Fe2+ 4Al)(AlSi₇O22)F₂      |
| Ferrohornblenda               | ◻Ca₂(Fe2+ 4Al)(SiAl)O22)(OH)₂   |
| Magnesioferrifluorohornblenda | {Ca₂}{Mg₄Fe3+}(AlSi₇O22)F₂      |
| Magnesioferrihornblenda       | ◻Ca₂(Mg₄Fe3+)(AlSi₇O22)(OH)₂    |
| Magnesiofluorohornblenda      | (Na,K)1-xCa₂Mg₅(Si₇Al)O22F₂     |
| Magnesiohornblenda            | ◻Ca₂(Mg₄Al)(Si₇Al)O22)(OH)₂     |

De tots els minerals que formen aquest grup se n'han trobat dues espècies als territoris de parla catalana: magnesiohornblenda als jaciments de Coma Fosca, Sant Miquel i Roca de Ponent de la localitat de Vimbodí i Poblet (Conca de Barberà), i ferrohornblenda a quatre indrets: Casteil, al districte de Prada (Pirineus Orientals); Vimbodí i Poblet (Conca de Barberà), igual que la magnesiohornblenda; a la pedrera Los Serranos, a la localitat d'Albatera (Baix Segura); i a la pedrera Los Tenderos, a Altura (Alt Palància).

##### Grup del nom arrel pargasita
Els minerals d'aquest grup es defineixen amb 0,5<A(Na+K+2Ca)<1,5 on Na o K és dominant i amb la posició C ocupada per Mg o Fe2+ com a ions divalents dominants i 0,5 C(Al+Fe3++Cr3++V3++2Ti)<1,5 on Al és dominant, excepte a la cromiopargasita i a la vanadiopargasita, que tenen i V3+ respectivament com a ió trivalent dominant en posició Z (posició C per l'IMA). Aquest grup està integrat per dotze espècies minerals: cromiopargasita, ferrocloropargasita, ferrofluoropargasita, ferropargasita, fluoropargasita, manganipargasita, pargasita, potassiccloropargasita, potassicferropargasita, potassicfluoropargasita, potassicpargasita i vanadiopargasita.
| Espècie              | Fórmula                            |
| -------------------- | ---------------------------------- |
| Cromiopargasita      | {Na}{Ca₂}{Mg₄Cr3+}(Al₂Si₆O22)(OH)₂ |
| Ferrocloropargasita  | NaCa₂(Fe2+ 4Al)(Al₂Si₆O22)Cl₂      |
| Ferrofluoropargasita | (Na)(Ca₂)(Fe2+ 4Al)(Al₂Si₆O22)F₂   |
| Ferropargasita       | NaCa₂(Fe2+ 4Al)(Al₂Si₆O22)(OH)₂    |
| Fluoropargasita      | NaCa₂(Mg₄Al)(Si₆Al₂)O22F₂          |
| Manganipargasita     | NaCa₂(Mg₄Mn3+)(Si₆Al₂)O22(OH)₂     |

| Espècie                 | Fórmula                        |
| ----------------------- | ------------------------------ |
| Pargasita               | NaCa₂(Mg₄Al)(Si₆Al₂)O22(OH)₂   |
| Potassiccloropargasita  | KCa₂(Mg₄Al)(Si₆Al₂)O22Cl₂      |
| Potassicferropargasita  | KCa₂(Fe2+ 4Al)(Si₆Al₂)O22(OH)₂ |
| Potassicfluoropargasita | KCa₂(Mg₄Al)(Si₆Al₂)O22F₂       |
| Potassicpargasita       | KCa₂(Mg₄Al)(Si₆Al₂)O22(OH)₂    |
| Vanadiopargasita        | NaCa₂(Mg3+ 4V)(Al₂Si₆)O22(OH)₂ |

De tots aquests minerals només dues espècies han estat trobada als territoris de parla catalana:
- la pargasita, en tres indrets: les mines de Costabona (Prats de Molló i la Presta, Vallespir), a Castell de Vernet (Conflent) i a les Columbrets (Castelló de la Plana, Plana Alta).
- la ferropargasita, tan sols a la mina Joaquina (Bellmunt del Priorat, Priorat).

##### Grup del nom arrel sadanagaïta
Els minerals del grup del nom arrel sadanagaïta es defineixen com a minerals amfíbols amb 0,5<A(Na+K+2Ca) on el Na o el K és dominant i amb 1,5<Z(Al+Fe3++2Ti), on Al o Fe3+ són dominants. La posició W pot contenir (OH), F o Cl. Els grup està format per 15 espècies: ferrifluorosadanagaïta, ferrisadanagïta, ferroclorosadanagaïta, ferroferrifluorosadanagaïta, ferroferrisadanagaïta, ferrofluorosadanagaïta, ferro-sadanagaïta, fluorosadanagaïta, potassicclorosadanagaïta, potassicferrisadanagaïta, potassicferroclorosadanagaïta, potassicferroferrisadanagaïta, potassicferrosadanagaïta, potassicsadanagaïta i sadanagaïta.
| Espècie                     | Fórmula                                 |
| --------------------------- | --------------------------------------- |
| Ferrifluorosadanagaïta      | {Na}{Ca₂}{Mg₃Fe3+ 2}(Al₃Si₅O22)F₂       |
| Ferrisadanagïta             | {Na}{Ca₂}{Mg₃Fe3+ 2}(Al₃Si₅O22)(OH)₂    |
| Ferroclorosadanagaïta       | {K}{Ca₂}{Mg₃Al₂}(Al₃Si₅O22)Cl₂          |
| Ferroferrifluorosadanagaïta | {Na}{Ca₂}{Fe2+ 3Fe3+ 2}(Al₃Si₅O22)F₂    |
| Ferroferrisadanagaïta       | {Na}{Ca₂}{Fe2+ 3Fe3+ 2}(Al₃Si₅O22)(OH)₂ |
| Ferrifluorosadanagaïta      | {Na}{Ca₂}{Fe2+ 3Al₂}(Al₃Si₅O22)F₂       |
| Ferrosadanagaïta            | {Na}{Ca₂}{Fe3+Al₂}(Al₃Si₅O22)(OH)₂      |
| Fluorosadanagaïta           | {Na}{Ca₂}{Mg₃Al₂}(Al₃Si₅O22)F₂          |

| Espècie                            | Fórmula                                |
| ---------------------------------- | -------------------------------------- |
| Potassicclorosadanagaïta           | {K}{Ca₂}{Mg₃Al₂}(Al₃Si₅O22)Cl₂         |
| Potassicferrisadanagaïta           | {K}{Ca₂}{Mg₃Fe3+ 2}(Al₃Si₅O22)(OH)₂    |
| Potassicferroclorosadanagaïta      | {K}{Ca₂}{Fe2+ 3Al₂}(Al₃Si₅O22)Cl₂      |
| Potassicferroferriclorosadanagaïta | {K}{Ca₂}{Fe2+ 3Fe3+ 2}(Al₃Si₅O22)(OH)₂ |
| Potassicferrosadanagaïta           | {K}{Ca₂}{Fe2+ 3Al₂}(Al₃Si₅O22)(OH)₂    |
| Potassicsadanagaïta                | {K}{Ca₂}{Mg₃Al₂}(Al₃Si₅O22)(OH)₂       |
| Sadanagaïta                        | {Na}{Ca₂}{Mg₃Al₂}(Al₃Si₅O22)(OH)₂      |

Els jaciments d'aquests minerals són molt rars.

##### Grup del nom arrel tschermakita
Els minerals del grup del nom arrel tschermakita es defineixen com amfíbols de calci amb A(Na+K+2Ca)≤0,5 apfu i 1,5≤Z(A+Fe3++2Ti) apfu. Els minerals individuals es defineixen pel seu element dominant a la posició A, Z2+ (per l'IMA és C2+) i W. Els grup està format per 8 espècies: ferrifluorotschermakita, ferritschermakita, ferroferrifluorotschermakita, ferroferritschermakita, ferrofluorotschermakita, ferrotschermakita, fluorotschermakita i tschermakita.
| Espècie                      | Fórmula                              |
| ---------------------------- | ------------------------------------ |
| Ferrifluorotschermakita      | ◻{Ca₂}{Mg₃Fe3+ 2}(Al₂Si₆O22)F₂       |
| Ferritschermakita            | ◻{Ca₂}{Mg₃Fe3+ 2}(Al₂Si₆O22)(OH)₂    |
| Ferroferrifluorotschermakita | ◻{Ca₂}{Fe2+ 3Fe3+ 2}(Al₂Si₆O22)F₂    |
| Ferroferritschermakita       | ◻{Ca₂}{Fe2+ 3Fe3+ 2}(Al₂Si₆O22)(OH)₂ |
| Ferrofluorotschermakita      | ◻{Ca₂}{Fe2+ 3Al₂}(Al₂Si₆O22)F₂       |
| Ferrotschermakita            | ◻{Ca₂}{Fe2+ 3Al₂}(Al₂Si₆O22)(OH)₂    |
| Fluorotschermakita           | ◻{Ca₂}{Mg₃Al₂}(Al₂Si₆O22)F₂          |
| Tschermakita                 | ◻{Ca₂}{Mg₃Al₂}(Al₂Si₆O22)(OH)₂       |

##### Altres minerals del subgrup
Dins el subgrup d'amfíbols de calci hi ha algunes espècies que no formen part de cap dels set grups mencionats abans. Aquestes espècies són l'actinolita, la ferroactinolita, la joesmithita, la manganoactinolita i la tremolita.
| Espècie           | Fórmula                            |
| ----------------- | ---------------------------------- |
| Actinolita        | ◻Ca₂(Mg4,5-2,5Fe0,5-2,5)Si₈O22OH₂  |
| Ferroactinolita   | ◻Ca₂Fe2+ 5Si₈O22OH₂                |
| Joesmithita       | Pb2+Ca₂(Mg₃Fe3+ 2)(Si₆Be₂)O22(OH)₂ |
| Manganoactinolita | ◻Ca₂(Mg,Mn,Fe)₅(Si₈O22)(OH)₂       |
| Tremolita         | {Ca₂}{Mg₅}(Si₈O22)(OH)₂            |

Als territoris de parla catalana han estat descrites tres d'aquestes espècies: 
- l'actinolita, àmpliament distribuida pel territori: a les mines de Costabona, a Prats de Molló i la Presta (Vallespir); a Roca Gelera, a Reiners (Ceret, Pirineus Orientals); a Fossa del Gegant, a Fontpedrosa (Conflent); al camp de pegmatites de Planeses (Prada, Pirineus Orientals); al Pic Barbet i a Costa de Sant Jaume, a Taurinyà (Prada, Pirineus Orientals); a les mines de coure de Sant Gervasi de Cassoles (Barcelona); a les pedreres de Gualba (Vallès Oriental); a Sant Feliu de Buixalleu (Selva); a la mina de Can Llebó, entre els municipis de Sant Martí Sacalm i Susqueda (La Selva); a la mina Roca del Turó, a Espinavell (Ripollès); a la mina Victòria, a Arres (Vall d'Aran); a la mina Margalida, a Bossòst (Vall d'Aran); a Casterner de les Olles, a Tremp (Pallars Jussà); a Vimbodí i Poblet (Conca de Barberà); a la mina Serrana, a El Molar (Priorat); a la mina Bessó, a Ulldemolins (Priorat); a la pedrera San Anton, a Oriola (Baix Segura); a la pedrera Los Arenales, a Toràs (Alt Palància); i a la pedrera Tozal Negro, a Barxeta (La Costera).
- la ferroactinolita, a tres indrets: Les Collades, al poble de Casterner de les Olles, dins el terme municipal de Tremp (Pallars Jussà); a la mina Joaquina, a Bellmunt del Priorat (Priorat); i a la mina Bessó, a Ulldemolins (Priorat).
- la tremolita, en una distribució semblant a l'actinolita ja que acostuma a formar sèrie de solució sòlida: Mas Carbonell (Montboló, Vallespir), Costabona (Prats de Molló i la Presta, Vallespir), Estagell (Rosselló), Fontpedrosa (Conflent), Mosset (Conflent), Cambra d'Aze (Sant Pere dels Forcats, Conflent), Pic Barbet (Taurinyà, Conflent), Gualba (Vallès Oriental), Can Llebó (Sant Martí Sacalm-Susqueda, Selva), mina * la tremolita, en una distribució semblant a l'actinolita ja que acostuma a formar sèrie de solució sòlida: Mas Carbonell (Montboló, Vallespir), Costabona (Prats de Molló i la Presta, Vallespir), Estagell (Rosselló), Fontpedrosa (Conflent), Mosset (Conflent), Cambra d'Aze (Sant Pere dels Forcats, Conflent), Pic Barbet (Taurinyà, Conflent), Gualba (Vallès Oriental), Can Llebó (Sant Martí Sacalm-Susqueda, Selva), mina Roca del Turó (Espinavell, Ripollès), Pic de l'Infern (Queralbs, Ripollès), pedrera d'en Felinc (Setcases, Ripollès), mina Victòria (Arres, Vall d'Aran), mina Margalida (Bossòst, Vall d'Aran), mines de Liat (Vielha e Mijaran, Vall d'Aran), Vimbodí i Poblet (Conca de Barberà), pedrera Los Serranos (Albatera, Baix Segura) i la pedrera Los Tenderos (Altura, Alt Palància).

#### Subgrup d'amfíbols de liti
Amb fórmula An(Li₂)(Z2+
3+n-2mZ3+
2-n+mLim)(Si₈O22)(OH,F,Cl)₂, el subgrup d'amfíbols de liti és un dels subgrups pertanyents al grup dels amfíbols amb (OH, F, Cl) dominant, i es defineix amb Li com a element dominant en la posició X (posició B segons l'IMA). Aquest subgrup està dividit en tres grups:
- Grup del nom arrel clinoholmquistita
- Grup del nom arrel holmquistita
- Grup del nom arrel pedrizita

##### Grup del nom arrel clinoholmquistita
Els minerals del grup del nom arrel clinoholmquistita reben el seu nom per la seva estructura monoclínica i per la seva relació composicional amb el grup holmquistita. Són amfíbols monoclínics de liti definits amb: A(Na+K+2Ca)<0,5 apfu, i ZLi<0,5 apfu. El grup està format per sis espècies minerals: clinoferrifluoroholmquistita, clinoferriholmquistita, clinoferroferrifluoroholmquistita, clinoferroferriholmquistita, clinoferrofluoroholmquistita i clinofluoroholmquistita.
| Espècie                           | Fórmula                           |
| --------------------------------- | --------------------------------- |
| Clinoferrifluoroholmquistita      | ◻{Li₂}{Mg₃Fe3+ 2}(Si₈O22)F₂       |
| Clinoferriholmquistita            | ◻{Li₂}{Mg₃Fe3+ 2}(Si₈O22)(OH)₂    |
| Clinoferroferrifluoroholmquistita | ◻{Li₂}{Fe2+ 3Fe3+ 2}(Si₈O22)F₂    |
| Clinoferroferriholmquistita       | ◻{Li₂}{Fe2+ 3Fe3+ 2}(Si₈O22)(OH)₂ |
| Clinoferrofluoroholmquistita      | ◻{Li₂}{Fe2+ 3Al₂}(Si₈O22)F₂       |
| Clinofluoroholmquistita           | ◻{Li₂}{Mg₃Al₂}(Si₈O22)F₂          |

Dues d'aquestes espècies van ser descobertes a Arroyo de la Yedra, al municipi de Manzanares el Real, a la Comunitat de Madrid.

##### Grup del nom arrel holmquistita
Amb fórmula ◻{Li₂}{Z2+
3Z3+
2}(Si₈O22)(OH)₂, els minerals d'aquest grup són amfíbols ortoròmbics del subgrup d'amfíbols de liti, que es defineixen pels elements dominants a les posicions Z2+ i Z3+ (posicions C2+ i C3+ per l'IMA). Aquest grup està format per quatre espècies: ferriholmquistita, ferroferriholmquistita, ferroholmquistita i holmquistita.
| Espècie                | Fórmula                           |
| ---------------------- | --------------------------------- |
| Ferriholmquistita      | ◻{Li₂}{Mg₃Fe3+ 2}(Si₈O22)(OH)₂    |
| Ferroferriholmquistita | ◻{Li₂}{Fe2+ 3Fe3+ 2}(Si₈O22)(OH)₂ |
| Ferroholmquistita      | ◻{Li₂}{Fe2+ 3Al₂}(Si₈O22)(OH)₂    |
| Holmquistita           | ◻{Li₂}{Mg₃Al₂}(Si₈O22)(OH)₂       |

##### Grup del nom arrel pedrizita
Aquests minerals són amfíbols de liti, amb fórmula ALi₂(LiZ2+
2Z3+
2)(Si₈O22)(OH,F,Cl)₂, definits amb: A(Na+K+2Ca)>0,5 apfu i ZLi>0,5 apfu. El grup està format per vuit espècies: ferrifluoropedrizita, ferripedrizita, ferroferrifluoropedrizita, ferroferripedrizita, ferrofluoropedrizita, ferropedrizita, fluoropedrizita i pedrizita. Reben el nom de la principal espècie del grup: la pedrizita, que, al seu torn, anomenada així pel massís de La Pedriza, a la Sierra de Guadarrama (Espanya).
| Espècie                   | Fórmula                                |
| ------------------------- | -------------------------------------- |
| Ferrifluoropedrizita      | NaLi₂(LiMg₂Fe3+ 2)(Si₈O22)F₂           |
| Ferripedrizita            | [Na][Li₂][Mg₂Fe3+ 2Li](Si₈O22)(OH)₂    |
| Ferroferrifluoropedrizita | NaLi₂(LiFe2+ 2Fe3+ 2)(Si₈O22)F₂        |
| Ferroferripedrizita       | [Na][Li₂][Fe2+ 2Fe3+ 2Li](Si₈O22)(OH)₂ |
| Ferrofluoropedrizita      | Na(Li₂)(Fe2+ 2Al₂Li)(Si₈O22)F₂         |
| Ferropedrizita            | NaLi₂(Fe2+ 2Al₂Li)(Si₈O22)(OH)₂        |
| Fluoropedrizita           | NaLi₂(Mg₂Al₂Li)(Si₈O22)F₂              |
| Pedrizita                 | NaLi₂(LiMg₂Al₂)(Si₈O22)(OH)₂           |

#### Subgrup d'amfíbols de magnesi-ferro-manganès
Amb fórmula An(X₂)(Z2+
5-mZ3+
m)Si8-(n+m)Al(n+m)O22(OH)₂, els amfíbols del subgrup magnesi-ferro-manganès es defineixen amb Mg, Fe o Mn com a element dominant en la posició B, o B(Ca + ΣM2+)/ΣB ≥ 0,75, BΣM2+/ΣB>BCa/ΣB, on M és Mg, Fe i Mn.
Aquest subgrup està dividit en quatre grups:
- Grup del nom arrel antofil·lita
- Grup del nom arrel gedrita
- Grup del nom arrel papikeïta
- Grup del nom arrel suenoïta

##### Grup del nom arrel antofil·lita
Amb fórmula ◻{X₂}{Z₅}(Si₈O22)(OH)₂, aquests minerals són amfíbols ortoròmbics de magnesi-ferro-manganès amb simetria de grups espacials Pnma o Pnmn. S'assumeix el grup espacial Pnma i el grup espacial Pnmn (si és determinat) s'indica amb el prefix «proto». Aquest grup està format per quatre espècies: antofil·lita, ferroantofil·lita, protoantofil·lita i protoferroantofil·lita.
| Espècie                | Fórmula                        |
| ---------------------- | ------------------------------ |
| Antofil·lita           | ◻{Mg₂}{Mg₅}(Si₈O22)(OH)₂       |
| Ferroantofil·lita      | ◻{Fe2+ 2}{Fe2+ 5}(Si₈O22)(OH)₂ |
| Protoantofil·lita      | ◻{Mg₂}{Mg₅}(Si₈O22)(OH)₂       |
| Protoferroantofil·lita | ◻{Fe2+ 2}{Fe2+ 5}(Si₈O22)(OH)₂ |

##### Grup del nom arrel gedrita
Els minerals d'aquest grup són amfíbols ortoròmbics definits amb A(Na+K+2Ca)<0,5 apfu i Z(Al+Fe3++2Ti)>1 apfu. El grup l'integren dues espècies: la ferrogedrita i la gedrita.
| Espècie      | Fórmula                              |
| ------------ | ------------------------------------ |
| Ferrogedrita | ◻{Fe2+ 2}{Fe2+ 2Al2}(Al₂Si₆O22)(OH)₂ |
| Gedrita      | ◻{Mg₂}{Mg₃Al₂}(Al₂Si₆O22)(OH)₂       |

De les dues espècies només la gedrita ha estat descrita als territoris de parla catalana, en unes mostres procedents del Cap de Creus (Alt Empordà).

##### Grup del nom arrel papikeïta
Els minerals del grup del nom arrel papikeïta són amfíbols ortoròmbics definits amb A(Na+K+2Ca)>0,5 apfu i Z(Al+Fe3++2Ti)>1 apfu, i està format per dues espècies: la ferropapikeïta i la papikeïta.
| Espècie        | Fórmula                             |
| -------------- | ----------------------------------- |
| Ferropapikeïta | NaFe2+ 2(Fe2+ 3Al₂)(Si₅Al₃O22)(OH)₂ |
| Papikeïta      | NaMg₂(Mg₃Al₂)(Al₃Si₅O22)(OH)₂       |

##### Grup del nom arrel suenoïta
Aquest grup comprèn amfíbols monoclínics i ortoròmbics del subgrup amfibol magnesi-ferro-manganès amb Mn com a catió dominant en posició B. Els minerals d'aquest grup de noms arrel poden tenir simetria de grup espacial Pnma o Pnmn (nom prefixat amb «proto». Es defineixen com ☐{X₂}{Z₅}(Si₈O22)(OH)₂ amb A: (Na+K+2Ca) <0,5, X: Mn>1 i Z: (Al+Fe3++2Ti)<1 apfu. Aquest grup està format per quatre espècies: clinoferrosuenoïta, clinosuenoïta, protoferrosuenoïta i suenoïta.
| Espècie            | Fórmula                        |
| ------------------ | ------------------------------ |
| Clinoferrosuenoïta | ◻{Mn2+ 2}{Fe2+ 5}(Si₈O22)(OH)₂ |
| Clinosuenoïta      | ◻{Mn2+ 2}{Mg₅}(Si₈O22)(OH)₂    |
| Protoferrosuenoïta | ◻{Mn2+ 2}{Fe2+ 5}(Si₈O22)(OH)₂ |
| Suenoïta           | ◻Mn₂Mg₅(Si₈O22)(OH)₂           |

De tots aquests quatre minerals només la clinosuenoïta ha estat descrita als territoris de parla catalana, concretament a la mina Serrana, al municipi d'El Molar (Priorat).

##### Altres minerals del subgrup
Dins el subgrup d'amfíbols de magnesi-ferro-manganès hi ha dues espècies que no formen part de cap dels grups mencionats abans. Aquestes espècies són: la cummingtonita i la grunerita.
| Espècie       | Fórmula                        |
| ------------- | ------------------------------ |
| Cummingtonita | ◻{Mg₂}{Mg₅}(Si₈O22)(OH)₂       |
| Grunerita     | ◻{Fe2+ 2}{Fe2+ 5}(Si₈O22)(OH)₂ |

Als territoris de parla catalana ha estat descrita una d'aquestes espècies, la cummingtonita, a la mina Serrana, dins la localitat d'El Molar (Priorat).

#### Subgrup d'amfíbols de sodi
Amb fórmula An(Na₂)(Z₅)(Si8-mAlmO22)(OH,F,Cl)₂, es defineixen amb Na com a element dominant en la posició X. Totd els seus membres cristal·litzen en el sistema monoclínic. Aquest grup d'amfíbols va rebre el nom d'«amfíbols alcalins» a la «Nomenclatura dels amfíbols» de l'any 1978, i va canviar el nom a «Amfíbols sòdics» el 1997.
Aquest subgrup està dividit en sis grups:
- Grup del nom arrel arfvedsonita
- Grup del nom arrel eckermannita
- Grup del nom arrel glaucòfan
- Grup del nom arrel leakeïta
- Grup del nom arrel nybøïta
- Grup del nom arrel riebeckita

##### Grup del nom arrel arfvedsonita
Els minerals del grup del nom arrel arfvedsonita són amfíbols de sodi definits amb A(Na+K+2Ca)>0,5 apfu i 0,5 apfu<Z(Al+Fe3++2Ti)<1,5 apfu amb Fe3+ com a element dominant en la posició Z3+. Aquest grup està format per set espècies: arfvedsonita, fluoroarfvedsonita, magnesioarfvedsonita, magnesiofluoroarfvedsonita, potassicarfvedsonita, potassicmagnesioarfvedsonita i potassicmagnesiofluoroarfvedsonita.
| Espècie                            | Fórmula                                 |
| ---------------------------------- | --------------------------------------- |
| Arfvedsonita                       | [Na][Na₂][Fe2+ 4Fe3+]Si₈O22(OH)₂        |
| Fluoroarfvedsonita                 | [Na][Na₂][Fe2+ 4Fe3+]Si₈O22F₂           |
| Magnesioarfvedsonita               | {Na}{Na₂}{Mg₄Fe3+}(Si₈O22)(OH)₂         |
| Magnesiofluoroarfvedsonita         | [Na][Na₂][Mg₄Fe3+]Si₈O22(F,OH)₂         |
| Potassicarfvedsonita               | [(K,Na)][Na₂][Fe2+ 4Fe3+]Si₈O22(OH)₂    |
| Potassicmagnesioarfvedsonita       | [K][Na₂][Mg₄Fe3+]Si₈O22(OH)₂            |
| Potassicmagnesiofluoroarfvedsonita | [(K,Na)][Na₂][Mg₄Fe3+][Si₈O22][(F,OH)₂] |

##### Grup del nom arrel eckermannita
Els minerals del grup del nom arrel eckermannita són amfíbols de sodi definits amb A(Na+K+2Ca)>0,5 apfu i 0,5 apfu<Z(Al+Fe3++2Ti)<1,5 apfu amb Al com a element dominant. Aquest grup està format per set espècies: eckermannita, ferroeckermannita, ferrofluoroeckermannita, fluoroeckermannita, manganieckermannita, manganoferrieckermannita i potassiceckermannita.
| Espècie                  | Fórmula                          |
| ------------------------ | -------------------------------- |
| Eckermannita             | NaNa₂(Mg₄Al)Si₈O22(OH)₂          |
| Ferroeckermannita        | NaNa₂(Fe2+ 4Al)Si₈O22(OH)₂       |
| Ferrofluoroeckermannita  | NaNa₂(Fe2+ 4Al)Si₈O22F₂          |
| Fluoroeckermannita       | NaNa₂(Mg₄Al)Si₈O22F₂             |
| Manganieckermannita      | NaNa₂(Mg₄Mn³⁺)Si₈O₂₂(OH)₂        |
| Manganoferrieckermannita | {Na}{Na₂}{Mn2+ 4Fe3+}Si₈O22(OH)₂ |
| Potassiceckermannita     | {K}{Na₂}{Mg₄Al}Si₈O22(OH)₂       |

##### Grup del nom arrel glaucòfan
Els minerals del grup del nom arrel glaucòfan són amfíbols de sodi definits amb A(Na+K+2Ca)>0,5 apfu i 1,5 apfu<Z(Al+Fe3++2Ti)<1,5 apfu amb Al com a element dominant a la posició Z3+. Aquest grup està format per quatre espècies: ferrofluoroglaucòfan, ferroglaucòfan, fluoroglaucòfan i glaucòfan.
| Espècie              | Fórmula                      |
| -------------------- | ---------------------------- |
| Ferrofluoroglaucòfan | ◻[Na₂][Fe2+ 3Al₂]Si₈O22F₂    |
| Ferroglaucòfan       | ◻[Na₂][Fe2+ 3Al₂]Si₈O22(OH)₂ |
| Fluoroglaucòfan      | ◻[Na₂][Mg₃Al₂]Si₈O22F₂       |
| Glaucòfan            | ◻[Na₂][Mg₃Al₂]Si₈O22(OH)₂    |

##### Grup del nom arrel leakeïta
Els minerals d'aquest grup són amfibols sòdics definits amb: A(Na+K+2Ca)>0,5 apfu, Z(Al+Fe3++2Ti)>1,5 apfu i ZLi>0,5 apfu. El grup consta de set espècies aprovades per l'IMA: ferrifluoroleakeïta, ferrileakeïta, ferroferrifluoroleakeïta, fluoroleakeïta, oxomanganileakeïta, potassicferrileakeïta i potassicmanganileakeïta.
| Espècie                  | Fórmula                              |
| ------------------------ | ------------------------------------ |
| Ferrifluoroleakeïta      | {Na}{Na₂}{Mg₂Fe3+ 2Li}(Si₈O22)F₂     |
| Ferrileakeïta            | {Na}{Na₂}{Mg₂Fe3+ 2Li}(Si₈O22)(OH)₂  |
| Ferroferrifluoroleakeïta | Na(Na₂)(Fe2+ 2Fe3+ 2Li}(Si₈O22)(F)₂  |
| Fluoroleakeïta           | NaNa₂(Mg₂Al₂Li)(Si₈O22)F₂            |
| Oxomanganileakeïta       | NaNa₂(Mn3+ 4Li)Si₈O22O₂              |
| Potassicferrileakeïta    | {K}{Na₂}{Mg₂Fe3+ 2Li}(Si₈O22)(OH)₂   |
| Potassicmanganileakeïta  | [(K,Na)][Na₂]Mg₂Mn3+ 2Li]Si₈O22(OH)₂ |

##### Grup del nom arrel nybøïta
Els minerals del grup del nom arrel nybøïta són amfíbols de sodi definits amb A(Na+K+2Ca)>0,5 apfu i Z(Al+Fe3++2Ti)>1,5 apfu. Aquest grup està format per tres espècies aprovades per l'IMA: la ferroferrinybøïta, la fluoronybøïta i la nybøïta.
| Espècie           | Fórmula                                 |
| ----------------- | --------------------------------------- |
| Ferroferrinybøïta | NaNa₂[(Fe2+ 3,Mg)Fe3+ 2](AlSi₇O22)(OH)₂ |
| Fluoronybøïta     | NaNa₂(Mg₃Al₂)(AlSi₇O22)(F,OH)₂          |
| Nybøïta           | NaNa₂(Mg₃Al₂)(AlSi₇O22)(OH)₂            |

##### Grup del nom arrel riebeckita
Els minerals del grup del nom arrel riebeckita són amfíbols de sodi definits amb A(Na+K+2Ca)<0,5 apfu i 1,5 apfu < Z(Al+Fe3++2Ti) amb Fe3+ com a element dominant a la posició Z3+. Aquest grup està format per tres espècies aprovades per l'IMA: la fluororiebeckita, la magnesioriebeckita i la riebeckita.
| Espècie            | Fórmula                          |
| ------------------ | -------------------------------- |
| Fluororiebeckita   | ◻{Na₂}{Fe2+ 3Fe3+ 2}(Si₈O22)F₂   |
| Magnesioriebeckita | ◻{Na₂}{Mg₃Fe3+ 2}(Si₈O22)(OH)₂   |
| Riebeckita         | ◻{Na₂}{Fe2+ 3Fe3+ 2(Si₈O22)(OH)₂ |

Als territoris de parla catalana ha estat descrita la riebeckita a prop de Los Serranos, a la localitat d'Oriola (Baix Segura). També se n'ha trobar magnesioriebeckita al jaciment de quars blau de Los Tenderos, a Altura, a l'Alt Palància.

#### Subgrup d'amfíbols de sodi-(magnesi-ferro-manganès)
Aquests minerals es defineixen amb Na i Mg, Fe2+ o Mn2+ com a elements dominants en la posició X. Aquest subgrup està dividit en dos grups:
- Grup del nom arrel ghoseïta
- Grup del nom arrel hjalmarita

##### Grup del nom arrel ghoseïta
Amb fórmula ◻[Mn2+Na][Z2+
4Z3+]Si₈O22W₂, els minerals d'aquest grup es defineixen amb: A(Na+K+2Ca)<0,5 apfu, B(NaMn) i 0,5 apfu<C(Al+Fe3++2Ti)<1,5 apfu. El grup l'integren dues espècies: la ferrighoseïta i la ghoseïta, tot i que només la primera és una espècie reconeguda per l'IMA.
| Espècie       | Fórmula                       |
| ------------- | ----------------------------- |
| Ferrighoseïta | ◻[Mn2+Na][Mg₄Fe3+]Si₈O22(OH)₂ |
| Ghoseïta      | ◻[Mn2+Na][Mg₄Al]Si₈O22(OH)₂   |

##### Grup del nom arrel hjalmarita
Aquests minerals es definixen com amfíbols de sodi-manganès amb fórmula {A}{Mn2+Na}{Z₅}(Si₈O22)(OH,F,Cl)₂, on es compleix que 0,5 apfu<A(Na+K+2Ca) on el Na o K és dominant, i amb C(Al+Fe3++2Ti)<0,5 apfu. La posició W pot contenir (OH), F o Cl. Aquest grup només està format per l'espècie que li dona nom: la hjalmarita, una espècie força recent, ja que va ser aprovada per l'IMA l'any 2017.
| Espècie    | Fórmula                      |
| ---------- | ---------------------------- |
| Hjalmarita | {Na}(NaMn}{Mg₅}(Si₈O22)(OH)₂ |

#### Subgrup d'amfíbols de sodi-calci
El subgrup d'amfíbols de sodi-calci és un dels subgrups pertanyents al grup dels amfíbols amb (OH, F, Cl) dominant. Es defineix amb la fórmula An(NaCa)(Z2+
5-mZ
3+1m)(Si8-(n+m+1)Al(n+m-1)O22)(OH,F,Cl)₂, amb Ca i Na com a elements dominants en posició B, amb Ca i Na<1,5 apfu en posició X.
Aquest subgrup està dividit en cinc grups:
- Grup del nom arrel barroisita
- Grup del nom arrel catoforita
- Grup del nom arrel richterita
- Grup del nom arrel taramita
- Grup del nom arrel winchita

##### Grup del nom arrel barroisita
Els minerals d'aquest grup són amfíbols sodi-calci definits amb A(Na+K+2Ca)<0,5 apfu i 1,5 apfu<Z(Al+Fe3++2Ti), amb fórmula ◻{CaNa}{Z2+
3Z3+
2}(AlSi₇O22)(OH,F,Cl)₂. Aquest grup està format per diverses espècies hipotètiques o membres intermedis de sèries de solucions sòlides, com la ferribarroisita, la ferrifluorobarroisita, la ferrobarroisita, la ferroferribarroisita, la ferroferrifluorobarroisita, la ferrofluorobarroisita i la fluorobarroisita; i una única espècie aprovada per l'IMA: la barroisita.
| Espècie    | Fórmula                        |
| ---------- | ------------------------------ |
| Barroisita | ◻{CaNa}{Mg₃Al₂}(AlSi₇O22)(OH)₂ |

##### Grup del nom arrel catoforita
Amb fórmula A(CaNa)(Z2+
4Z3+)(AlSi₇O22)(OH,F,Cl)₂, aquests minerals són amfíbols sodi-calci definits amb A(Na+K+2Ca)>0,5 apfu i 0,5 apfu <Z(Al+Fe3++2Ti)<1,5 apfu. Aquest grup està format per quatre espècies que són membres intermedis de solucions sòlides: la ferroferrifluorocatoforita, la ferrofluorocatoforita, la fluorocatoforita i la potassicfluorocatoforita; dues espècies no aprovades per l'IMA: la potassicferricatoforita i la potassicferroferricatoforita; i per cinc espècies aprovades per l'IMA: la ferrifluorocatoforita, la ferricatoforita, la ferroferricatoforita, la ferrocatoforita i la catoforita.
| Espècie               | Fórmula                             |
| --------------------- | ----------------------------------- |
| Ferrifluorocatoforita | Na(CaNa)(Mg₄Fe3+)(AlSi₇O22)F₂       |
| Ferricatoforita       | Na(CaNa)(Mg₄Fe3+)(AlSi₇O22)(OH)₂    |
| Ferroferricatoforita  | Na(CaNa)(Fe2+ 4Fe3+)(Si₇Al)O22(OH)₂ |
| Ferrocatoforita       | Na(CaNa)(Fe2+ 4Al)[(AlSi₇)O22](OH)₂ |
| catoforita            | Na(CaNa)(Mg₄Al)[(AlSi₇)O22](OH)₂    |

##### Grup del nom arrel richterita
Els minerals d'aquest grup són definits com amfíbols de sodi-calci amb A(Na+K+2Ca)>0,5 apfu, on el Na o K és dominant, i amb C(Al+Fe3++ Ti)<0,5 apfu, a la fórmula: {A}{CaNa}{Z₅}(Si₈O22)(OH,F,Cl)₂. La posició W pot contenir (OH), F o Cl. El grup l'integren cinc minerals aprovats per l'IMA: la ferrorichterita, la fluororichterita, la potassicfluororichterita, la potassicrichterita i la richterita.
| Espècie                  | Fórmula                          |
| ------------------------ | -------------------------------- |
| Ferrorichterita          | {Na}{CaNa}{Fe152+ }(Si₈O22)(OH)₂ |
| Fluororichterita         | {Na}{CaNa}{Mg₅}(Si₈O22)(F,OH)₂   |
| Potassicfluororichterita | {K}{CaNa}{Mg₅}(Si₈O22)(F,OH)₂    |
| Potassicrichterita       | {K}{CaNa}{Mg₅}Si₈O22(OH)₂        |
| Richterita               | {Na}{NaCa}{Mg₅}(Si₈O22)(OH)₂     |

##### Grup del nom arrel taramita
Amb fórmula A(CaNa)(Z2+
3Z3+
2)(Al₂Si₆O22)(OH,F,Cl)₂, aquests minerals es defineixen A(Na+K+2Ca)>0,5 apfu o 1,5 apfu < Z(Al+Fe3++2Ti). El grup el formen quatre espècies que són membres intermedis de solucions sòlides, dos minerals teòrics i cinc espècies aprovades per l'IMA: ferrotaramita, fluorotaramita, potassicferroferritaramita, potassicferrotaramita i taramita.
| Espècie                    | Fórmula                               |
| -------------------------- | ------------------------------------- |
| Ferrotaramita              | Na(CaNa)(Fe2+ 3Al2)(Al₂Si₆O22)(OH)₂   |
| Fluorotaramita             | Na(CaNa)(Mg₃Al2)(Al₂Si₆O22)F₂         |
| Potassicferroferritaramita | K(CaNa)(Fe2+ 3Fe3+ 2)(Al₂Si₆O22)(OH)₂ |
| Potassicferrotaramita      | K(CaNa)(Fe2+ 3Al₂)(Si₆Al₂)O22(OH)₂    |
| Taramita                   | Na(CaNa)(Mg₃Al2)(Al₂Si₆O22)(OH)₂      |

##### Grup del nom arrel winchita
De fórmula ◻{CaNa}{Z2+
4Z3+}(Si₈O22)(OH,F,Cl)₂, els minerals del grup del nom arrel winchita es defineixen com amfíbols de sodi-calci amb A(Na+K+2Ca)<0,5 apfu i amb Z(Al+Fe3++2Ti)<1,5 apfu. El grup està format per tres espècies: l'escandiowinchita, la ferriwinchita i la winchita, a més d'altres espècies no aprovades o membres intermedis de solucions sòlides.
| Espècie          | Fórmula                     |
| ---------------- | --------------------------- |
| Escandiowinchita | ◻(NaCa)(Mg₄Sc)Si₈O22(OH)₂   |
| Ferriwinchita    | ◻(NaCa)(Mg₄Fe3+)Si₈O22(OH)₂ |
| Winchita         | ◻{CaNa}{Mg₄Al}(Si₈O22)(OH)₂ |

## Utilitat en mineria
Quatre grups dels minerals amfíbols són habitualment anomenats asbests. Són: Antofil·lita, riebeckita, cummingtonita/grunerita i actinolita/tremolita. La sèrie de la cummingtonita/grunerita sovint s'anomenen amosita o "asbests marrons", i la sèrie de la riebeckita és coneguda com crocidolita o "asbests blaus". Tots són coneguts com asbests d'amfíbol. La mineria, manufactura i exposició prolongada a aquests minerals poden causar malalties greus.